# Автобус дальнего следования

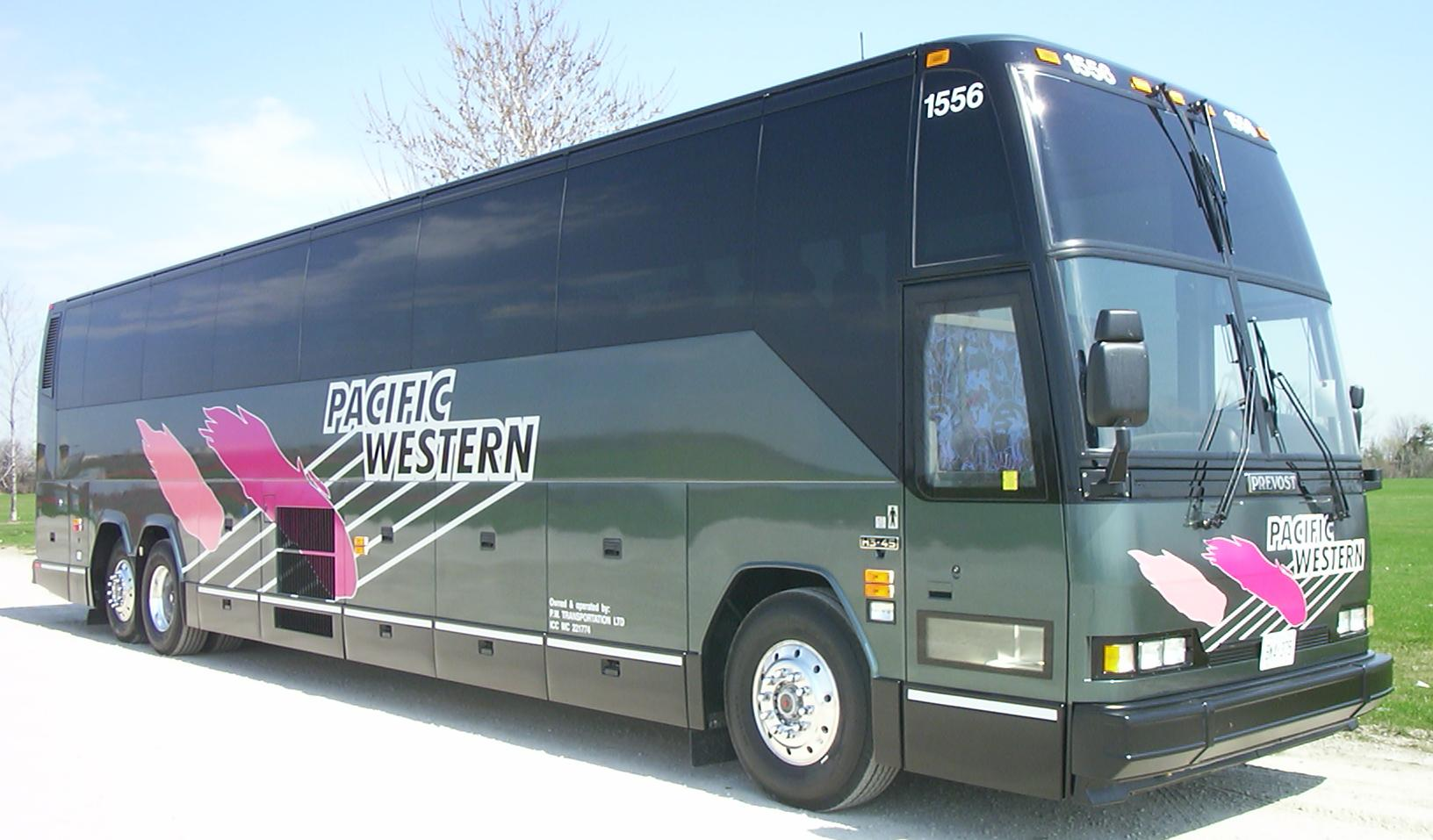

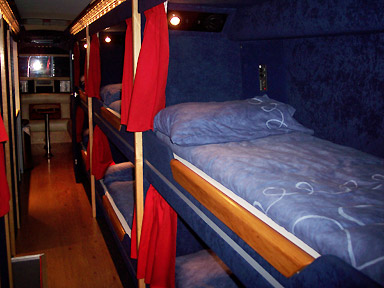
Некоторые автобусы дальнего следования могут быть укомплектованы спальными местами

Автобус дальнего следования (междугородный автобус) — автобус, предназначенный для перевозок на большие расстояния.

## Технические особенности
От городского и пригородного автобуса его отличают:
- Большое время в пути: от нескольких часов до нескольких суток.
- Редкие остановки: автобус может двигаться без остановки по нескольку часов.
- Посадка и высадка пассажиров преимущественно на конечных станциях. Возможна остановка на промежуточных станциях, но на достаточно длительное время (10—30 минут), по сравнению с городскими и пригородными автобусами.
- Большой объём багажа, перевозимого пассажирами.

Всё это в совокупности диктует следующие особенности конструкции:
- отсутствие стоячих мест.
- наличие только одной-двух дверей, гораздо более узких, чем в городском автобусе: посадка и высадка пассажиров занимает несколько минут и нет необходимости в их большой пропускной способности.
- багажник большого объёма, расположенный под полом салона. Также имеются полки для размещения ручной клади.
- сиденья, с подлокотниками и возможностью занять полулежачее положение. Также в спинке сиденья нередко располагается небольшой столик и подстаканники.
- наличие индивидуальных ламп освещения, а также шторок вентиляции для каждого места.
- также в комплектацию может входить химический туалет, диспенсер для воды, холодильник, микроволновая печь, мини-бар, гардероб, телевизор, кондиционер, иногда даже душ и телефон.

### Туристический автобус
Туристический автобус — междугородный автобус, предназначенный для поездок организованных групп туристов по произвольным маршрутам. От линейных междугородных отличаются, как правило, повышенным уровнем комфорта и наличием места гида, оборудованного микрофоном для проведения экскурсий.

## Применение
Такие автобусы используются для перевозки туристов, но также и как общественный транспорт на больших расстояниях. В Европе, где хорошо развиты скоростные железные дороги, дальние автобусы занимают нишу наиболее медленного, но и наиболее дешевого транспорта для поездок на дальние расстояния. В странах, где железные дороги развиты хуже, такие автобусы могут быть наиболее предпочтительным видом дальнего транспорта как по цене, так и по комфорту.
В России и странах СНГ, в последние несколько лет получили активное развитие микроавтобусы дальнего следования.
Комфорт автобусов дальнего следования оценивается по звёздной системе, аналогично гостиницам и ресторанам.